# أبو عبد الله محمد البلبالي
أبو عبد الله محمد البلبالي المشهور بـسيدي الحاج البلبالي، هو أبو عبد الله محمد بن محمد عبد الرحمن بن الحسن بن محمد بن عبد الله بن الحاج أمحمد بن أحمد بن أبي زيد البلبالي نسبة إلى تبلبالة موطن أجداده الأنصاري نسبا الملوكي داراً، من مواليد 8 ذو الحجة (ليلة عرفة) سنة 1155 هـ الموافق لـ 3 فيفري 1743 م، هو عالم وفقيه نوازلي من أهل توات، نظراً لمكانته ونبوغه تولى منصب قاضي بالإقليم التواتي.

## التعلم والرحلة في الطلب
نشأ الشيخ يتيماً فأرسلته أمه للكتاب حيث حفظ القرآن قبل بلوغ سن السابعة على يد الشيخ عبد الله بن إبراهيم، ثم ارتحل إلى تينيلان لطلب العلم عند الشيخ عبد الرحمان بن عمر التينيلاني فأخذ عنه تجويد القرآن بروايتي ورش وقالون ومختصر خليل في الفقه وألفية ابن مالك في النحو والصرف وهو حينها لم يبلغ الحلم بعد، ثم إنتقل إلى أولاد أونقال لدى الشيخ أمحمد بن سيدي عبد الله الونقالي الذي كان يتردد عليه قبل ذلك فقرأ عليه الآجرومية
ومختصر خليل ومع بلوغه الحلم توفي شيخه الونقالي فتولى مكانه للدرس والإمامة على حداثة سنه.
مكث شهرا بزاجلو أخذ فيه عن الشيخ سيدي محمد بن العالم الزجلاوي ألفية ابن مالك والخزرجية في العروض وأقرأه القلصادي، مكث بتمنطيط مدة للتدريس والإمامة حيث تزوج ورزق بإبنه عبد العزيز.

## أعماله وتلامذته
عاد الشيخ إلى بلاده ملوكة حيث كان إماماً خطيباً ومدرساً بمدرستها وبالإضافة لكونه عالما فقيها إماما كان أديبا شاعرا وقاضيا وطبيبا حيث كانت له دراية بالطب ومن اهم آثاره نور البيان في ذكر سادات فجيج من زمن النسيان.
من تلامذته:
- ابنه عبد العزيز البلبالي
- عبد الله بن محمد عبد الله بن عبد الكريم الحاجب
- محمد بن محمد عبد الرحمن
- أحمد بن عبد الرحمن بن المبروك
- البكري بن عبد العزيز بن محمد البلبالي
- محمد بن عبد الرحمن بن عمر بن أحمد التواتي

يقول عن نقسه:
وله قصيدة عن الضيافة يقول في مطلعها:

## وفاته ورثائه
توفي الشيخ أبو عبد الله محمد البلبالي ليلة الاثنين آخر جمادى الثانية سنة 1244 هـ الموافق لحوالي 5 جانفي 1829 م عن عمر ناهز ست وثمانين سنة.
- رثاه المامون بن أمبارك البلبالي:

- رثاه يوسف التينيلاني بقصيدة طويلة جاء في مطلعها: